# Club de Rugby Sant Cugat
El Club de Rugby Sant Cugat (abreviat com CR Sant Cugat) és un club de rugbi català de Sant Cugat del Vallès, fundat l'any 1986. Impulsat per estudiants de la Facultat d'Empresarials de la Universitat Autònoma de Barcelona, es constituí com associació esportiva el setembre de 1992. Tres anys més tard fundà la seva escola de rugbi i molts dels seus equips han aconseguint diversos campionats de Catalunya i d'Espanya en categories inferiors. A nivell absolut, l'equip masculí ha jugat diverses temporades a la Divisió d'Honor B, disputant el play-off d'ascens a la Divisió d'Honor les temporades 2013-14 i 2014-15. Per la seva banda, l'equip femení guanyà la Divisió d'Honor B la temporada 2020-21 i aconseguí l'ascens a la Lliga Iberdrola. Juga els seus partits a la Zona Esportiva Municipal la Guinardera des de l'any 2004, inaugurant el nou camp de rugbi de gespa artificial el 2012.
Entre d'altres reconeixements, l'entitat fou guardonada el Premi Esport en Marxa en la categoria de Millor Direcció Esportiva el 2018, i és considerat com un dels equips de rugbi referents del Vallès Occidental.